# Anatolij Fomenko
Anatolij Fomenko (russisk: Анато́лий Тимофе́евич Фоме́нко, tr. Anatólij Timoféjevitj Foménko; født 13. marts 1945 i Stalino, Ukrainske SSR, Sovjetunionen) er en russisk matematiker, der har publiceret en række videnskabelige bøger om verifikation af årstal ved hjælp af statistik og astronomi. Anatolij Fomenko er professor i matematik på Moskvas statsuniversitet og medlem af det Russiske Videnskabsakademi.
 Der er for få eller ingen kildehenvisninger i denne artikel, hvilket er et problem. Du kan hjælpe ved at angive troværdige kilder til de påstande, som fremføres i artiklen.

| Biografi | Spire Denne biografi er en spire som bør udbygges. Du er velkommen til at hjælpe Wikipedia ved at udvide den. |